# Gastone Pietrucci
Gastone Pietrucci (Monsano, 26 novembre 1942) è un etnomusicologo, cantante, direttore artistico regista teatrale ed artista italiano.
La sua attività si inscrive inizialmente all'interno del movimento del folk revival italiano, che si mosse sulla scia di etnomusicologi come Alan Lomax, Diego Carpitella ed Ernesto de Martino. È conosciuto per il suo lavoro di archiviazione e ricerca della musica tradizionale delle Marche, a cui ha dedicato numerosi saggi. Tale attività di ricerca confluisce spesso nel lavoro musicale del suo gruppo, La Macina.

## Biografia

### Infanzia e formazione
Gastone Pietrucci nacque a Monsano nel 1942. Nel 1964, presso il VII Festival dei Due Mondi di Spoleto vede lo spettacolo Bella ciaocurato da Roberto Leydi, per la regia di Filippo Crivelli, con il Nuovo Canzoniere Italiano. Fu proprio questo spettacolo ha costituire la molla che lo spinse ad intraprendere l'attività di ricerca sul campo delle tradizioni orali marchigiane. Nel 1968 fonda il progetto La Macina, che riprenderà in seguito come organo esecutivo delle sue ricerche sul campo della musica folklorica.
Dai primi anni '70 Pietrucci inizia una ricerca sistematica nel settore della musica popolare intervistando direttamente i contadini, le ex filandaie, gli anziani (i cosiddetti "informatori" o "alberi di canto") che ricordavano vecchi i canti di lavoro, le filastrocche, le ballate tramandatesi oralmente da generazioni che rischiavano di perdersi per sempre. L'area di ricerca fu in particolare le provincia di Ancona e Macerata e lo spoletino. Tutto il materiale raccolto confluì nel 1977-78, nella tesi di laurea del Pietrucci, intitolata Letteratura tradizionale orale marchigiana e spoletina conseguita presso la Facoltà di Sociologia dell'Università degli Studi di Urbino "Carlo Bo" con il Prof. Gastone Venturelli.

### 1973-1989: tra La Macina, il Monsano Folk Festival e il C.T.P.
Nel 1985, esce il volume di Gastone Pietrucci, Cultura Popolare Marchigiana. Canti e testi tradizionali raccolti nella Vallesina", considerato dalla critica "[...] sicuramente la più ampia e organica raccolta di canti popolari che vantino le Marche [...]" (Gastone Venturelli, dalla prefaione al disco de La Macina, C'era una volta Caterina nerina baffina de'la pimpirimpina..., 1986).
Nel 1988 anno fu fondato a Polverigi il Centro di Tradizioni Popolari (C.T.P.), che operava come struttura di conservazione ed agente di promozione e studio della musica e delle tradizioni folcloriche, di cui Gastone Pietrucci fu nominato direttore scientifico. In quell’occasione a Polverigi ci fu una Tavola Rotonda sul tema: “Fortuna del Nigra nella nuova ricerca folclorica”. Relatori: Michele L. Straniero, Maurizio Martinotti, Maria Elena Giusti, Gastone Pietrucci (Polverigi, Sala Consiliare, Sabato 10 Dicembre) e a Jesi, al Teatro Pergolesi, La Macina canta Nigra. Dai Canti popolari del Piemonte del 1888 di Costantino Nigra ai corrispondenti raccolti cent’anni dopo nelle Marche dalla Macina (Ideazione e Regia: Gastone Pietrucci).
Dopo quasi otto anni di studio e di ricerca, finalmente nel 1989, Gastone Pietrucci, ha potuto iniziare un progetto specifico di preparazione ad un lavoro discografico sul canto del grande repertorio della filanda jesina, eseguito dalla viva voce delle ultime “filandare” superstiti e che lo ha portato nel 1990 alla realizzazione di un importante lavoro discografico, Io vado allà filandra…, registrato dal vivo al Teatro Pergolesi di Jesi, il 2 e 3 maggio 1990 con un gruppo di trentacinque donne che provenivano da quelle esperienze.  Il lavoro discografico viene presentato in prima nazionale, con grande successo e con il Gruppo “Filandare” di Jesi al gran completo, insieme a La Macina e sempre al Teatro Pergolesi, il 1 dicembre 1990, ed insieme all’altro lavoro discografico su i Canti ritualii di questua della tradizione orale marchigiana, (sempre curato da Gastone Pietrucci)  e realizzato e pubblicato nel 1988, risulteranno i due lavori più importanti e prestigiosi sulla musica popolare originale, di tutta la loro già ricca discografia.

### 2000-in poi
Il 24 Luglio 2018 a Loano (Savona), nell'ambito del 14º Premio Nazionale "Città di Loano" per la Musica Tradizionale Italiana, è stato conferito a Gastone Pietrucci e a La Macina, il Premio alla Carriera 2018, con la seguente motivazione: "Ricerca e riproposta, tradizione e creazione si frantumano e mescolano fino a diventare indistinguibili sotto la forza antica della Macina, Gruppo di Ricerca e Canto Popolarre Marchigiano fondato da Gastone Pietrucci nel 1968, cinquant'anni fa esatti. Da allora, da quell' "altro" sessantotto, Gastone e la sua Macina hanno attraversato da protagonisti la musica italiana, proseguendo l'attività di ricerca sulla tradizione popolare delle Marche e portandola sui palchi della canzone d'autore (con gli album "Aedo malinconico ed ardente, fuoco ed acque di canto"), del rock (grazie alla collaborazione con i Gang e l'album "Nel tempo ed oltre cantando") e perfino della musica classica e del jazz, sempre nel segno del confronto e dello scambio tra generazioni e linguaggi diversi.

## Pubblicazioni
- Gastone Pietrucci, Cultura Popolare Marchigiana. Canti e testi tradizionali raccolti nella Vallesina, Centro Studi Jesini, Jesi, 1985
- Gastone Pietrucci (a cura), Ricerca della Tradizione orale del Comune di Montemarciano, Montemarciano, 1987
- Gastone Pietrucci-Anna Maria Bramucci Carrara, Sintesi di un percorso a linee aperte. Educazione al suono e alla musica, Centro Tradizioni Popolari, Chiaravalle, 1991
- Gastone Pietrucci ( a cura), La buona terra. Mario Giacomelli e la Pasquella, Comune di Montecarotto-La Macina, Urbania, 2003
- Gastone Pietrucci, Tutto è corpo d'amore. Il canzoniere di Franco Scataglini musicato e interpretato da La Macina, Centro Tradizioni Popolari, Jesi, 2005
- Gastone Pietrucci, Sono bello, bellissimo, il più bravo e non perdono, La Macina per Piero Ciampi, Centro Tradizioni Popolari, Jesi 2005
- Gastone Pietrucci, La Macina "storica". Vene il sabado e vene il venere..., 1982-2006, Centro Tradizioni Popolari, Jesi, 2006
- Gastone pietrucci, El vive d'omo. Dal canzoniere di Franco Scataglini musicato e interpretato da La Macina, Centro Tradizioni Popolari, Jesi, 2007
- Gastone Pietrucci, Dicono di me. Concerto per voce e pianoforte, Centro Tradizioni Popolari, Jesi, 2007
- Gastone Pietrucci, Bella sei nada femmena. Per Valeria Moriconi anima di teatro voce di universi, Centro Tradizioni Popolari, Jesi, 2008
- Gastone Pietrucci,- Giorgio Cellinese, Jemece a ffa' un sonnellino in fondo allo stagno. Ricordi e tradizioni popolari atriane della Famiglia Cellinese,, Centro Tradizioni Popolari, Jesi, 2008
- Gastone Pietrucci, Aldo Gobbi. "la voce, l'organetto e la memoria per un grande ricordo: Aldo Gobbi", Foglie d'Album n. 1, Centro Tradizioni Popolari, Jesi, 2009
- Gastone Pietrucci, Italo Agnetti. "In famiglia eravamo in ventisei persone..." Foglie D'Album n.2 , Centro Tradizioni Popolari, Jesi, 2009
- Gastone Pietrucci, Pietro Bolletta. "Il primo grande informatore de La Macina", Foglia d'Album n. 3, Centro Tradizioni Popolari, Jesi, 2010
- Gastone Pietrucci, Armanda Animobono Mancini & le sorelle". La voce della filanda jesina, Foglie d'Album n. 4, Centro Tradizioni Popolari, Jesi, 2010
- Gastone Pietrucci, Giuseppe Gasparrini. Peppe de Birtina: l'ultimo cantastorie marchigiano, "Quel felice incontro ad Appignano nel 2001...", Foglie d'Album n. 5, Centro Tradizioni Popolari , Jesi, 2011
- Gastone pietrucci, Laura Pietrucci Calabresi & Maria Pietrucci, "Lallì & Mariuccia: le memorie di casa", Foglie d'Album n. 6, Centro Tradizioni Popolari, Jesi, 2011
- Gastone Pietrucci, Cesira Zenobi Gigli & Adelaide Tassi Pietrucci, "Le amiche del cuore", Foglie d'Album n. 7, Centro Tradizioni Popolari, Jesi 2012
- Gastone pietrucci, manuela Balducci Gigli. "Grande voce femminile de La Macina", Foglie d'Album, edizione speciale, s.n., Centro tradizioni Popolari, Jesi, 2013
- Gastone Pietrucci, La radiosa presenza. "Ininterrotta conversazione con Gianfranco Costarelli", Foglie d'Album, edizione speciale, s.n., Centro Tradizioni Popolari, Jesi, 2014
- Gastone Pietrucci, Prigioniero di guerra Angelantonio Lavalle Stanlager XVIIIA, Centro Tradizioni Popolari, Jesi, 2015
- Gastone Pietrucci,, Nardino Beldomenico. "Grande"albero di canto" grande informatore e grande amico de La Macina" , Foglie d'Album n. 8, Centro Tradizioni Popolari, Jesi, 2016
- Gastone Pietrucci, Severino Ronconi. "Sonava tutto... era bravissimo... era indistruttibile", Foglie d'Album n. 9, Centro Tradizioni Popolari, Jesi, 2016
- Gastone Pietrucci, Con la mia voce in spalla... Autori per Gastone, Cantro Tradizioni popolari, Jesi, 2016
- Gastone Pietrucci, Lina Marinozzi lattanzi. "Bello lo mare e bbella la marina...", Foglie d'Album n. 10, Centro Tradizioni Popolari, Jesi, 2017
- Gastone Pietrucci, L'invisibile visione dell'essere. Eros 75. Catalogo di Mostra potenziale condiviso, Tip. Mazzarini, Jesi, 2017
- Gastone Pietrucci-Stefano Santini, La Conversazione tra Enzo Cucchi e Gastone Pietrucci, Centro Tradizioni Popolari, Jesi, 2018
- Gastone Pietrucci, Quartina Lombardi Giansantelli, Cesira Santarelli Coltorti, Italia Santarelli, "Quel miracolo all'Ospedale Murri di Jesi nel 1976. Genesi di una ricerca", Foglie d'album n.11, Centro Tradizioni Popolari, Jesi 2019
- Gastone Pietrucci, Culturara Popolare Marchigiana. Canti e testi tradizionali raccolti nella Vallesina, Ancona 2019 (Quaderni del Consiglio Regionale delle Marche (voll. 2- Anno XXIV- nn. 299-300)
- Gastone Pietrucci, Giovanni Capogrossi, Gianfranco Filipponi, Nazzareno Saldari. "Le storie-Lo sciogliliongua-Il canto", Foglie d'Album n. 12, Centro Tradizioni Popolari, Jesi 2020
- Gastone Pietrucci, Anna Maria Bramucci Carrara, "A,B,C, Musica Maestra. Grazie". Foglie d'Album n. 13, Centro Tradizioni Popolari, Jesi, 2021
- Gastone Pietrucci "rossoSIMONA" Nel ricordo di Simona Stronati Doglia s'Album edizione speciale s.n. Centro Tradizioni Popolari Jesi 2022

## Discografia

### Album
- 1982 - Vene il sabado e vene il venere...
- 1984 - Io me ne vojo andà pel mondo sperso...
- 1986 - C'era una volta Caterina nerina baffina de'la pimpirimpina...
- 1988 - Marinaio che vai per acqua...
- 1990 - Io vado alla filandra...
- 1993 - Angelo che me l'hai ferito 'l core...
- 1994 - Canti rituali di questua della tradizione orale marchigiana
- 1998 - Je se vedea le porte dell'affanno...
- 1999 - Silenzio, canta La Macina! La Macina canta trent'anni della sua storia: 1968-1998
- 2002 - Marche - La Macina
- 2002 - Aedo malinconico ed ardente, fuoco ed acque di canto. Volume 1
- 2004 - Nel tempo e oltre, cantando Macina-Gang
- 2006 - Aedo malinconico ed ardente, fuoco ed acque di canto. Volume 2
- 2008 - Jemece a ffà un sonnellino in fondo allo stagno
- 2009 - Da "Tuto è corpo d'amore" a "El vive d'omo"
- 2010 - Aedo malinconico ed ardente, fuoco ed acque di canto. Volume 3
- 2013 - Ramo de fiori come Gastone Pietrucci e Samuele Garofoli Quartet
- 2016 - La Macina: Nel vivo di una lunga storia'
- 2018 - Opus minus. La Macina pietra su pietra
- 2023- Il dono che non si nega

### Compilazioni e partecipazioni
- 1997 - Atlante di Musica Tradizionale - Italia 2, Robi Droli-RDC 5042, (Convegno notturno)
- 2000 - Just Married, Il Pontesonoro-EDT, WM012, (La cena delle sposa)
- 2000 - Ninnanni 2001, (Ninna nanna del venerdì santo)
- 2001 - Mucchio Extra (Macina-Gang), allegato Rivista Mucchio Extra N. 1, (Iside/Cecilia)
- 2001 - cantarPasqua2002,EDT, S02 (Angelo che me l'hai ferito 'l core...)
- 2002 - Tribù Italiche-Marche (Macina e Macina-Gang), EDT, WM022 (Sesto San Giovanni/ la filanda è 'na galera... / E' ffinidi i bozzi boni)
- 2002 - Canti e suoni d'Italia, Convegno internazionale sulla musica popolare-Ponte Caffaro (Angelo che me l'hai ferito 'l core.../ Bella sei nada femmena.../ La va giù la va giù pe' sse contrade...).
- 2003 - Il mare di lato, Ciuma Salvi & Tombesi Trio, CD01A14, (Saltarello)
- 2003 - Folk geneticamente Modificato, Musiche e musicisti della moderna tradizione dei McDonald's (Bella sei nada femmena...)
- 2004 - Mantova Musica Festival (Macina-Gang), UPR-EDEL (Sesto San Giovanni)
- 2004 - Polyetnik Muzak, Memorabilia, PHM040421P (La leggenda del diavolo).
- 2005 - Oloferne, Le parole del vento, Medici 1224 (Giovannettino dal cappel di paja.../ E me s'è fatto lo core turchino...).
- 2005 - Seguendo Virgilio-dentro e fuori il Quartetto Cetra, (Macina-Gang), I Dischi del Club Tenco/Ala Bianca Records 80 12553931-2, Macina-Gang, È lunga la strada
- 2006 - Massimo Liberatori, Deragliamenti Storie di Note (Tributo a De André e Brassens- All'Asinara)
- 2006 - Gang, Il seme e la speranza, Cia, Segni e Suoni (Canti di lavoro).
- 2009 - Dal profondo Latlantide- LAT 055.
- 2009 - Ballate Popolari Europee. CDI, Book Time (Il testamento dell'avvelenato).
- 2011 - Gang e i suoratellii , Quando gli angeli cantano Latlantide-LAT 104 (A Maria)
- 2012 - Dal Salento Crifiu, il nuovo disco (L'orlo della sera)
- 2012 - Tre Martelli, Canté 'r Paròli. Omaggio a Giovanni Rapetti. Felmay-fy 8193, (Scintille, cenere, brace)
- 2012 - Marco Sonaglia, Il pittore è l'unico che sceglie i suoi colori..., ArsLive Record, (Il vecchio e il bambino, con Massimo Priviero, Marino Severini).
- 2013 - Giordano Dall'Armellina, Ballate europee da Boccaccio a Bob Dylan, Book Time (L'Avvelenato (CD1) - Il marito giustiziere (CD2)
- 2013 - Folk & Peace, Cantautori contro la guerra, Salve regina, Cantovivo 2013 2015-  2015-
- 2015 - Vivo!. Vent’anni di musica all’Istituto de Martino, L’anatra (La Macina) Bandito senza tempo (Macina-Gang), IEdM/001
- 2016 – Roberto Zechini, Chitarreto, Ramo de fiori, RaRa Records, PHMI60101RZ
- 2016 - Affetti sonori. I primi quindici anni del Civitella Alfedena Folk Festival, Maledizione della madre,cd allegato
- 2016 - Marino Carotti, Galantòmo fu mio padre!, "Maria per la via" , RaRa Reords, PHMI601001MR